# La Chaux-de-Fonds
La Chaux-de-Fonds er en by i kantonen Neuchâtel i Schweiz. Byen har 38.965 (2016) indbyggere.